# 達爾格倫 (伊利諾伊州)
達爾格倫（英語：Dahlgren）是位於美國伊利諾伊州漢密爾頓縣的一個村落。

## 地理
達爾格倫的座標為38°11′57″N 88°41′09″W / 38.19917°N 88.68583°W，而該地最高點為海拔高度155米（即509英尺）。

## 人口
根據2010年美國人口普查的數據，達爾格倫的面積為2.58平方千米，當中陸地面積為2.58平方千米，而水域面積為0.00平方千米。當地共有人口525人，而人口密度為每平方千米203人。